# 山东省青岛市中级人民法院
山东省青岛市中级人民法院是中華人民共和國山東省青島市的一個法院。负责審理青岛市的各类司法案件。它位於中國共產黨青岛市委員會和青島市人民政府附近。青岛市中级人民法院下辖12个基层人民法院，114个派出法庭。青岛市中级人民法院审判综合楼位于崂山区，东接东海东路，西面是高尚居住区，南临海口路，北靠香港东路。总用地面积12000平方米，总建筑面积58000平方米，由地上25层和地下三层组成。
1949年7月11日，青岛市人民法院成立。1955年3月24日，青岛市人民法院改名为青岛市中级人民法院。1967年1月21日，由于受文化大革命冲击，青岛市中级人民法院停止工作。1973年9月26日，青岛市中级人民法院恢复工作。

## 外部連結
- 官方网站